# Bulbinella chartacea
Bulbinella chartacea là một loài thực vật có hoa trong họ Thích diệp thụ. Loài này được P.L.Perry miêu tả khoa học đầu tiên năm 1987.